# もう一度TENDERNESS
「もう一度TENDERNESS」（もういちどテンダネス）は、KIX-Sの3rdシングル。1993年11月22日に、アポロン / Dreamixから発売された。

## 音楽性
アルバム『MOTHER』収録バージョンは、イントロにC/Wの「MOTHER EARTH」のメロディを使用したInstrumentalが挿入されている。

## タイアップ
表題曲は、テレビ朝日系TVアニメ『機動戦士Vガンダム』の後期エンディングテーマに使用された。

## 収録曲
| 全作詞: 浜口司、全作曲: 安宅美春、全編曲: 葉山たけし。 |                                              |        |            |      |
| #                                                      | タイトル                                     | 作詞   | 作曲・編曲 | 時間 |
| 1.                                                     | 「もう一度TENDERNESS」                       | 浜口司 | 安宅美春   | 4:02 |
| 2.                                                     | 「MOTHER EARTH」                             | 浜口司 | 安宅美春   | 3:34 |
| 3.                                                     | 「もう一度TENDERNESS」(オリジナル・カラオケ) | 浜口司 | 安宅美春   | 4:02 |
| 合計時間:                                              | 合計時間:                                    | 11:38  |            |      |

## 参加ミュージシャン
- 浜口司 - ボーカル
- 安宅美春 - ギター、コーラス
  - 葉山たけし - ギター、シンセサイザー
  - 青山純 - ドラム
  - 小林正道（BAAD） - ベース